# Fabien Grammatico (rugby à XV)
Pour l’article homonyme, voir Fabien Grammatico.

a Compétitions nationales et continentales officielles uniquement.

b Matchs officiels uniquement.
Dernière mise à jour le 22 juin 2020.
Fabien Grammatico, né le 16 mai 1985 à Perpignan, est un joueur français de rugby à XV évoluant au poste de Trois-quarts centre et étant international avec l'équipe d'Espagne.

## Biographie
Après avoir été international français de rugby à sept,, dont une participation au Hong Kong Sevens en 2007, il devient international espagnol le 21 mars 2015.